# Bibliothèque centrale de Derby
La bibliothèque centrale de Derby, en anglais : the Derby Central Library, est installée depuis 1879, avec le Derby Museum and Art Gallery, dans un bâtiment de briques rouges conçu par l'architecte Richard Knill Freeman, dans le style gothique flamand, et offert à la ville de Derby par le brasseur Michael Thomas Bass. C'est la principale bibliothèque publique et de référence de Derby, le fleuron du réseau des bibliothèques de la cité de Derby, géré par l'autorité unitaire qui administre la ville.

## Histoire
Avant la loi de 1850 sur les bibliothèques publiques (Public Libraries Act 1850), il existait à Derby plusieurs bibliothèques itinérantes. Elles étaient généralement gérées par des libraires et fondées sur le paiement d'un abonnement par leurs membres.
La première « bibliothèque permanente » de Derby s'ouvrit en 1811 sur Queen Street. Dans les années 1830, l'accès en était réservé à qui pouvait acheter une part de quatre guinées et s'acquitter d'un abonnement annuel d'une guinée supplémentaire. Elle comptait, en 1832, 84 membres. En 1858, sa collection de livres incorpora les quatre mille volumes apportés par la Société philosophique de Derby. En 1863, le botaniste Alexander Croall en devint le premier bibliothécaire et conservateur nommé et l'année suivante le musée et la bibliothèque furent rassemblés. Croall quitta la fonction en 1875 pour prendre celle de conservateur du Stirling Smith Museum and Art Gallery, en Écosse.
Bien que le conseil municipal en ait envisagé la possibilité, la commune de Derby ne tira pas avantage des pouvoirs que lui conférait la loi de 1850 avant plusieurs années. Puis, en 1878, William Cavendish, 7e duc de Devonshire, fit don à la commune de sa collection de livres et de documents sur le Derbyshire. Ces matériaux nécessitaient des locaux adaptés et ce n'est que l'année suivante que la commune fut en mesure de fournir à la population de Derby un service de bibliothèque gratuit, grâce au bâtiment offert par le brasseur Michael Thomas Bass.
Le samedi 28 juin, Bass inaugurait officiellement les Derby Free Library and Museum, ce qui fut l'occasion de grandes réjouissances dans la ville. La cérémonie enchaîna une réception officielle de Bass à la gare de la Midland Railway, un élégant banquet à l'hôtel Midland et un défilé jusqu'à la place du marché, le long de rues pavoisées où se pressait une foule en liesse. Bass présenta alors les titres de propriété au maire, dans les locaux de la mairie. La cérémonie se rendit ensuite jusqu'à la bibliothèque elle-même, où Bass fit un tour des lieux avant de revenir sur les marches de l'entrée pour déclarer le bâtiment ouvert.
La collection de livres présentée par la nouvelle bibliothèque intégrait celles du duc de Devonshire, de la librairie permanente et de la Société philosophique. En septembre 1898, le fonds de prêt totalisait près de vingt mille volumes et le fonds de référence plus de onze mille.
En 1914, la maison du conservateur, qui jouxtait la bibliothèque, fut démolie pour permettre une extension du bâtiment, en vue d'accueillir la bibliothèque Bemrose récemment acquise. L'achat de celle-ci, qui avait été la propriété de Henry Howe Bemrose, fut financé par appel à la générosité publique.
En 1964, le Derby Museum and Art Gallery s'agrandit d'une nouvelle aile édifiée sur le Strand, le bâtiment originel du XIXe siècle restant toutefois partagé entre la bibliothèque et le musée. L'une des salles de lecture de la bibliothèque porte le nom d'Alfred Goodey, qui finança le nouveau bâtiment.